# Angelo Lodi (scrittore)
Angelo Lodi (Castano Primo, 20 settembre 1920 – Buscate, 5 ottobre 2008) è stato uno scrittore italiano.

## Biografia
Angelo Lodi nacque a Castano Primo, paese della campagna milanese presso la riva sinistra del Ticino il 20 settembre 1920, in una casa del vicolo dell’Arco Antico, e morì a Buscate il 5 ottobre 2008.
La sua era una famiglia di antiche tradizioni contadine, dalla quale si staccò il padre Giovanni Amedeo (originario di Cascine Olona, frazione di Settimo Milanese) quando arrivò a Castano Primo dove sposò, nel 1919, la figlia di Francesco Rudoni e Giovannina Dionigi, e dove fondò un’industria meccanica. Lo scrittore non mancherà di ricordare fin dal suo primo libro come il padre era riuscito a crearsi dal nulla una posizione e come aveva impegnato tutta la vita per assicurare ai quattro figli un sicuro avvenire.
Nell’estate del 1939 dopo aver superato l'esame di maturità Angelo Lodi si iscrisse alla Facoltà di Medicina e Chirurgia nella Regia Università degli Studi di Milano. Il 9 marzo dell'anno successivo fu però chiamato alle armi, dove fu nominato caporale e in seguito sergente. Dopo la fine della guerra il 5 dicembre 1945 conseguì la laurea in Medicina e Chirurgia con specializzazione in ostetricia e ginecologia presso l'Università degli Studi di Milano.
Nell'estate 1946 fu nominato medico condotto supplente di Buscate e nel 1953 fu assunto in pianta stabile come medico titolare, ruolo che ricoprì fino al pensionamento nel 1990, diventando una sorta di istituzione per il paese.
Il 19 luglio 1947 sposò Erina Enrica Lodi dalla quale ebbe tre figli, Gianni, Roberto e Carla.

## Medico e scrittore
Il motivo per cui Lodi iniziò a scrivere è raccontato da lui stesso nel suo primo libro, L’Italia non finisce a Castano Primo: la morte dello studente universitario Giovanni Ardizzone, originario di Castano Primo e figlio di un caro amico, travolto da una camionetta della polizia e ucciso durante una manifestazione per Cuba a Milano nell’ottobre del 1962.
Emilio Scampini, amico di Lodi che dedicò allo scrittore un lungo articolo sulla rivista Contrade Nostre, cita anche un'altra motivazione che spinse Lodi a scrivere e nel vedere l'attività di scrittore come un completamento del suo lavoro come medico: mentre un medico non può fare più nulla per i propri pazienti dopo la loro morte uno scrittore può farli rivivere attraverso i suoi racconti, mantenendo in un certo senso in vita il proprio rapporto con essi.
Monsignor Carlo Calori, sacerdote ambrosiano pubblicista e autore di diverse raccolte di poesie, in una recensione del romanzo Le stagioni volgono, scrisse di Angelo Lodi che <ha uno stile personalissimo e non è intruppabile in scuole, né tanto meno in “ismi”. Scrive come il cuore gli detta e la sua cultura gli ha insegnato.> mentre in una recensione della raccolta di racconti Ticinella nel 1979 scrisse che <Le cose che Lodi scrive hanno come sfondo la realtà della vita: e un medico, della vita, non può non cogliere l’essenza e la realtà (a meno che sia traditore della sua missione). Lodi, di conseguenza, ne viene fuori, con la dignità altissima dello “scrittore umano”.>

### Le tematiche trattate
Angelo Lodi pubblicò il suo primo romanzo, L’Italia non finisce a Castano Primo, Editore Gastaldi, nel maggio 1966. In esso egli traccia un profilo caldo e umano di Giovanni Ardizzone, studente di medicina originario di Castano Primo figlio di amici farmacisti, che morì a Milano il 27 ottobre 1962 durante una manifestazione pacifista e di protesta organizzata contro la crisi dei missili di Cuba.
Il libro fu un successo di critica e venne selezionato come finalista al Premio Settembrini 1966. Giorgio Gambigliani in una recensione sulla rivista Letture nel 1967 lo definì come <Un libro che non è impegnato né in arte né in morale, ma che può valere in tutt’e due più di grossi nomi di scrittori contemporanei.>
Molti dei libri di Lodi sono stati recensiti da autorevoli critici quali Armando Torno, Walter Genoni, Ermanno Paccagnini, Pinuccio Castoldi e Felice Monolo, che sottolinearono come il tema della morte e la solitudine esistenziale, che Dio non riesce a colmare, siano i veri protagonisti delle sue storie. Una poetica dove la vita accompagnava sempre la morte, due facce della stessa medaglia, così contigue e quotidiane nell’attività di medico condotto, dove la paura della morte la fa da padrone. La varia umanità che ha incontrato nella sua pratica professionale, della quale ha sentito il palpito della vita e i tormenti della morte imminente, ha alimentato il suo pensiero e la produzione letteraria.
Un'altra tematica trattata dall'autore è quella del dialogo dell’amore tra gli uomini, come in Lettere all'Europa, la sua seconda opera, pubblicato nel 1969, dove riprende tale tematica già introdotta nel romanzo precedente  e in Umile vita del 1971, dove svolge il tema non facile dei legami che avvicinano il singolo e la collettività, la provincia e il mondo.
I conterranei di Lodi ricordano come egli sia stato l'unico, fino ad ora, a scrivere dei paesi della riva sinistra del Ticino e a fare conoscere al pubblico il fascino di quelle terre e l'umile vita degli abitanti ed infatti diversi dei suoi racconti sono ambientati nei territori s nord ovest della città metropolitana di Milano. È il caso di Ticinella, ambientato a Nosate, paese confinante con Castano Primo circondato da boschi e canali e costeggiato dal Ticino, dei Racconti di Boscato, che prendono il nome dalla cittadina di Buscate, dove Lodi lavorava come medico condotto o di Caposcarico, che ha per protagonista un branco di cani di un immaginario paese in riva al naviglio. La presentazione di Caposcarico è stata curata dal giornalista e scrittore Marcello Staglieno, che scrisse <c’è un segreto nella vita anche letterario di provincia, che è forse riassumibile in una sola parola: il sapore.
Angelo Lodi vive e scrive in provincia. È attaccato alla sua terra con fedele ostinazione, intento a catalogare gli ultimi dettagli che se ne vanno ingoiati dalla noncuranza e dal cemento. Raccoglie sapori, odori, fisionomie: osserva la vita del proprio mondo per capire quella di tutti gli uomini>.
Nella seconda metà degli anni ottanta Angelo Lodi scrisse una serie di racconti (Lo specchio, 1987; Una mite follia, 1988; Il passaggio del fiume, 1989; Pinino e il suo padrone, 1990) per la rivista Il Ticino mese, a cui seguirono del decennio successivo alcune storie sviluppate ispirandosi a reali fatti di cronaca. Nel romanzo I primi e gli ultimi, pubblicato nel 1993, viene ricostruita l'ultima giornata del professor Pellegrini, la cui figura è ispirata a quella dell'onorevole Francesco Verga, deputato milanese morto suicida nel 1975.
Il racconto La ragazza e il cardinale è ispirato invece ad un fatto avvenuto a Parigi nel 1974, quando il cardinale Jean Daniélou fu trovato morto presso la casa di una ragazza di facili costumi. Il giornalista Giovanni Santambrogio in una sua recensione spiega che Angelo Lodi nella sua storia romanzata prova a rispondere alla domanda del perché il cardinale si trovasse in quella casa e <un serrato dialogo tra i due protagonisti scopre le dinamiche della psicologia umana, ma soprattutto dà spazio all’imprevedibilità dell’esistenza fatta di azioni razionali ma anche imponderabili …. Un incontro che si trasforma in dialogo sulla vita. Fino alla morte. Che diventa rivelazione per entrambi: di misericordia per lui, di redenzione per lei.

## Riconoscimenti

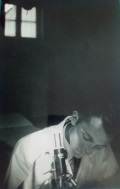
Dott. Angelo Lodi - Scrittore - foto di Giuseppe Leoni

Il romanzo L’Italia non finisce a Castano Primo venne selezionato come finalista al Premio Settembrini 1966.
Il 20 settembre 2009 gli è stata intitolata la sala civica di Buscate
, in quanto
(Giacomo Calloni)

## Opere
- L’Italia non finisce a Castano Primo, Ed. Gastaldi, 1966
- Lettere all’Europa, Ed. Ceschina, 1969
- Umile vita, Ed. Ceschina, 1971
- Le stagioni volgono, Ed. Ceschina, 1973
- Ticinella, Ed. Virgilio, 1978
- Vicolo dell’Arco Antico, Ed. Ceal, 1983
- Caposcarico (Cani&Cani), Ed. Paoline (San Paolo Edizioni), 1988 - ISBN 8821516067
- Racconti di Boscato, Ed. Leoni, 1991
- I primi e gli ultimi, Ed. Leoni, 1993
- Storie dei nostri paesi, Ed. Leoni, 1995
- Mario Nimega - storia di un amore, Ed. Leoni, 1996
- La ragazza e il cardinale, Ed. Leoni, 1998
- Viaggio in Italia e altri racconti, L’Editoriale, 2000